# Département de O'Higgins
Le département de O'Higgins est une des 25 subdivisions de la province du Chaco, en Argentine. Son chef-lieu est la ville de San Bernardo.
Le département a une superficie de 1 580 km2. Sa population s'élevait à 19 231 habitants au recensement de 2001.

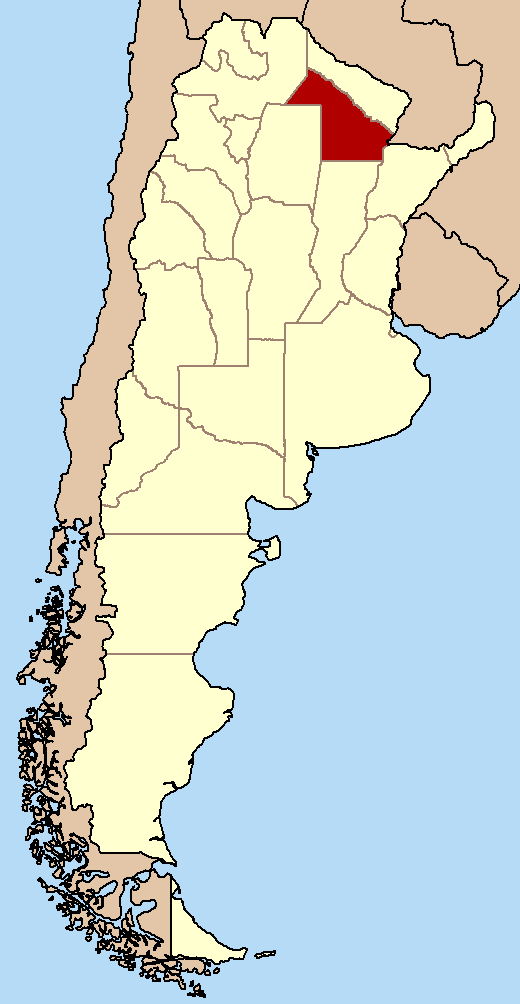
Localisation de la province du Chaco en Argentine.

## Villes et localités
- La Clotilde
- La Tigra
- San Bernardo, chef-lieu